# 蕭楽音奴
蕭楽音奴（しょう がくおんど、生没年不詳）は、遼（契丹）の文化人・軍人。字は婆丹。

## 経歴
奚六部敞穏の蕭突呂不の六世の孫にあたる。蕭抜剌の子として生まれた。容貌雄偉で弁論にすぐれ、契丹文字と漢字の双方に通じた。騎射と蹴鞠を得意として、当時の名士たちと交際した。40歳になって初めて護衛として出仕した。耶律重元の乱の鎮圧に参加して、功績により護衛太保に転じた。本部南剋となり、まもなく旗鼓拽剌詳穏となった。海東青の鶻（シロハヤブサ）を飼い慣らして、白花を獲得すること13回、榾柮の犀と玉吐の鶻を賜った。五蕃部節度使に任じられ、死去した。
子に蕭陽阿があった。

## 伝記資料
- 『遼史』巻96 列伝第26